# 엔쿄 (가마쿠라 시대)
엔쿄(延慶, えんきょう/えんぎょう/えんけい)는 일본의 연호(元号) 중 하나이다.
- 전후 : 도쿠지(徳治) 이후 - 오초(応長) 이전.
- 시기 : 1308년 ~ 1310년
- 천황 : 하나조노 천황
- 쇼군 : 가마쿠라 막부의 히사아키 친왕, 모리쿠니 친왕
- 싯켄 : 호조 모로토키

## 개원(改元)
- 도쿠지 3년 10월 9일(율리우스력 1308년 11월 22일), 하나조노 천황의 즉위에 맞춰 개원.
- 엔쿄 4년 4월 28일(율리우스력 1311년 5월 17일), 오초로 개원된다.

## 출전
『후한서』의 「以功名延慶于後」.

## 서력과의 대조표
| 엔쿄 | 원년   | 2년    | 3년    | 4년    |
| 서력 | 1308년 | 1309년 | 1310년 | 1311년 |
| 간지 | 무신   | 기유   | 경술   | 신해   |

## 같이 보기
- 일본의 연호 일람
- 연경(延慶) : 서요(西遼)의 연호(1132년 ~ 1134년).
- 엔케이(延慶) : 일본 나라 시대의 승려.

| 이전 도쿠지 | 일본의 연호 1308년 ~ 1311년 | 다음 오초 |